# François Perez d'Artassen
François Perez d'Artassen est un homme politique français né le 5 septembre 1722 à Mont-de-Marsan (Landes) et décédé le 6 février 1798 à Saint-Sébastien (Espagne).

## Biographie
Conseiller au Parlement de Bordeaux sous l'Ancien Régime, il est député du tiers état aux États généraux de 1789 pour la sénéchaussée de Mont-de-Marsan avec un mandat pour la période allant du 22 avril 1789 au 8 janvier 1790. Il se montre hostile aux idées nouvelles, siège peu et démissionne dès le 6 décembre 1789 et émigre.